# Яркое Поле (Джанкойский район)
Я́ркое По́ле (укр.  Ярке Поле, крымскотат. Yarkoye Pole, Яркое Поле) — село в Джанкойском районе Республики Крым, центр Яркополенского сельского поселения (согласно административно-территориальному делению Украины — Яркополенского сельского совета Автономной Республики Крым).

## Население
| 2001 | 2014 |
| ---- | ---- |
| 1023 | ↘948 |

Всеукраинская перепись 2001 года показала следующее распределение по носителям языка
| Язык             | Процент |
| ---------------- | ------- |
| русский          | 51.32   |
| крымскотатарский | 24.05   |
| украинский       | 23.17   |
| другие           | 0.78    |

### Динамика численности
- 1926 год — 48 чел.[10]
- 1974 год — 978 чел.[11]
- 2001 год — 1023 чел.[12]
- 2009 год — 967 чел.[13]
- 2014 год — 948 чел.[14]

## Современное состояние
На 2017 год в Ярком Поле числится 6 улиц; на 2009 год, по данным сельсовета, село занимало площадь 98,5 гектара на которой, в 344 дворах, проживало 967 человек. В селе действуют средняя общеобразовательная школа детский сад «Солнышко», дом культуры, библиотека, фельдшерско-акушерский пункт, отделение Почты России, церковь Николая Чудотворца. Село связано автобусным сообщением с райцентром и соседними населёнными пунктами.

## География
Яркое Поле — село на юге района, в Крымской степи, высота центра села над уровнем моря — 28 м. Ближайшие сёла: Находка в 2,5 км на запад, Арбузовка в 2,7 км на север, Тимирязево в 2,3 км на восток и Весёлое в 0,9 км на юг. Расстояние до райцентра около 11 километров, ближайшая железнодорожная станция — Отрадная — примерно в 2,5 километрах. Транспортное сообщение осуществляется по региональной автодороге 35Н-182 Славянка — Тимирязево (по украинской классификации — С-0-10458).

## История
Село было основано в 1925 году переселенцами из села Новопавловки Красноперекопского района и, согласно Списку населённых пунктов Крымской АССР по Всесоюзной переписи 17 декабря 1926 года, в селе Яркое Поле Немецко-Джанкойского сельсовета Джанкойского района, числилось 9 дворов, все крестьянские, население составляло 48 человек, из них 41 украинец, 3 русских, 4 записаны в графе «прочие». После образования в 1935 году немецкого национального Тельманского района (переименованного указом ВС РСФСР № 621/6 от 14 декабря 1944 года в Красногвардейский) село включили в его состав.
В 1944 году, после освобождения Крыма от фашистов, 12 августа 1944 года было принято постановление № ГОКО-6372с «О переселении колхозников в районы Крыма» и в сентябре 1944 года в район приехали первые новоселы (27 семей) из Каменец-Подольской и Киевской областей, а в начале 1950-х годов последовала вторая волна переселенцев из различных областей Украины. С 25 июня 1946 года Яркое Поле в составе Крымской области РСФСР, а 26 апреля 1954 года Крымская область была передана из состава РСФСР в состав УССР. Время создания сельсовета пока не установлено: на 15 июня 1960 года он уже числился в составе Красногвардейского района. 1 января 1965 года, указом Президиума ВС УССР «О внесении изменений в административное районирование УССР — по Крымской области», Яркое Поле вновь включили в состав Джанкойского района и был создан Яркополенский сельский совет. На 1974 год в Ярком Поле числилось 978 жителей. С 12 февраля 1991 года село в восстановленной Крымской АССР, 26 февраля 1992 года переименованной в Автономную Республику Крым. С 21 марта 2014 года в составе Крыма аннексировано Россией.